# Šestidenní válka
Šestidenní válka (hebrejsky מלחמת ששת הימים‎, milchemet šešet ha‑jamim, resp. třetí arabsko-izraelská válka) z 5.–10. června 1967 bylo vojenské střetnutí mezi Izraelem a koalicí Egypta, Sýrie a Jordánska. Jednotkami mimo to přispěl Irák, Saúdská Arábie, Súdán, Tunisko, Maroko a Alžírsko. Válka propukla 5. června úderem izraelského letectva proti leteckým základnám Egypta a skončila 10. června, kdy Izrael ukončil bojové akce. Arabská koalice v ní utrpěla zdrcující porážku – Egypt ztratil kontrolu nad Gazou a celým Sinajským poloostrovem, Jordánsko ztratilo kontrolu nad Východním Jeruzalémem a nad celým Západním břehem Jordánu a Sýrie nad Golanskými výšinami. Výsledek války ovlivnil geopolitiku regionu až dodnes.
Po četných hraničních střetech mezi Izraelem a jeho arabskými sousedy, zejména Sýrií, vyzval egyptský prezident Gamál Násir v květnu 1967 k odchodu jednotky OSN ze Sinaje. Mírové jednotky zde byly umístěny od roku 1957 po britsko-francouzsko-izraelském útoku, jehož cílem bylo ovládnout Egyptem znárodněný Suezský průplav, tedy válce známé jako Suezská krize. Po odchodu mírových jednotek shromáždil Egypt, za podpory ostatních arabských zemí, při hranicích s Izraelem na 1000 tanků a téměř 100 000 vojáků a uzavřel Tiránskou úžinu pro všechny lodě plující pod izraelskou vlajkou, či přepravující strategický materiál.
Izraelská vláda se rozhodla, že vyhlásí mobilizaci, která proběhla 20. května, a že uzavření Tiránské úžiny bude považovat za válečný akt. Do služby bylo povoláno na 70 000 rezervistů. 5. června 1967 Izrael spustil preemptivní útok. Jordánsko, které s Egyptem podepsalo 30. května smlouvu o vzájemné obraně, následně zaútočilo na západní Jeruzalém a Netanju.

## Cesta k válce

### Izrael
Obecně se soudí, že Izrael se v té době nacházel z vojensko-obranného hlediska v beznadějné situaci. Hranici se Sýrií tvořily Golanské výšiny, z jejichž vrcholů mohlo syrské dělostřelectvo bez omezení ostřelovat osady v Izraeli . Syrsko-izraelská hranice byla zároveň místem, kudy do Izraele pronikali radikální palestinští ozbrojenci z Fatahu. Nespokojenost ze syrské strany byla zejména s dobudováním izraelského zavlažovacího systému (Národní rozvaděč vody), který odváděl vodu z Galilejského jezera. Naproti tomu Sýrie zahájila pozemní práce mající za cíl odklonit horní tok řeky Jordán. Napětí dále zvyšovaly syrské útoky ze syrského území proti izraelským osadám. Další problematickou hranicí byla hranice izraelsko-jordánská. Jeruzalém, izraelské hlavní město, byl rozdělen a polovinu ovládalo právě Jordánsko. Přestože byl Jeruzalém tzv. demilitarizovanou zónou, byli zde přítomní jak izraelští, tak jordánští vojáci. Relativně nejbezpečnější hranici měl Izrael s Egyptem, neboť na egyptské straně hranice byly od roku 1956 rozmístěny pohotovostní jednotky OSN (UNEF).
Z geopolitického hlediska byla nejbližším izraelským spojencem Francie, která Izraeli poskytovala hospodářskou a vojenskou pomoc výměnou za to, že Izrael na sebe v době bojů Francie proti alžírským snahám o osamostatnění vázal velkou část arabských armád. Po opětovném nástupu de Gaulla k moci a zahájení francouzsko-arabského sbližování ale došlo k ochlazení francouzsko-izraelských vztahů.

### Arabské státy
Hlavní postavou arabských států sousedících s Izraelem byl egyptský prezident Násir. Ten již od Suezské krize usiloval o vytvoření jednotné protiizraelské koalice na Blízkém východě. Vztahy mezi Sýrií a Egyptem byly v první polovině 60. let 20. století rozporuplné (což vyvrcholilo v roce 1961 vystoupením Sýrie ze Sjednocené arabské republiky), neboť syrská vláda Násirovi nedůvěřovala; problémem bylo zejména založení OOP v roce 1964 v Egyptě, díky níž, dle Sýrie, Egypt ovládal Palestince a využíval je pro své cíle. Proto Sýrie začala podporovat LFOP založenou též v roce 1964. Od poloviny 60. let docházelo k dalšímu egyptsko-syrskému sbližování (obě země spojovalo i spojenectví se SSSR), které bylo 6. listopadu 1966 deklarováno uzavřením egyptsko-syrské obranné smlouvy (díky níž si Násir sliboval větší vliv na syrskou politiku).
Další z arabských států, Jordánsko, stálo v té době víceméně stranou syrsko-egyptského spojenectví. Jordánský král Husajn I. netoleroval útoky Palestinců proti Izraeli ze svého území (což se ostatním arabským zemím nelíbilo). Jordánsko navíc, na rozdíl od Sýrie a Egypta, nespolupracovalo se Sovětským svazem a jeho armáda používala západní vojenskou techniku. Kromě toho oficiální jordánská propaganda říkala, že Násir je vůdce arabského světa schovaný za jednotky UNEF. Přesto nechtělo Jordánsko, v atmosféře očekávaného útoku proti Izraeli, zůstat stranou a proto byla 30. května 1967 podepsána jordánsko-egyptská obranná smlouva. Samotný Izrael ale s účastí Jordánska v případné válce nepočítal, když izraelský premiér Levi Eškol prohlásil, že Izrael ze své iniciativy nedopustí žádné nepřátelské akce vůči Jordánsku. Kdyby však Jordánsko zahájilo válku proti Izraeli, muselo by nést všechny důsledky.
Ke koalici se 3. června přidal Irák (do Jordánska vstoupila jedna irácká brigáda a irácké letectvo se soustředilo u jordánsko-irácké hranice) a verbálně Maroko a Saúdská Arábie.

## Předehra k válce

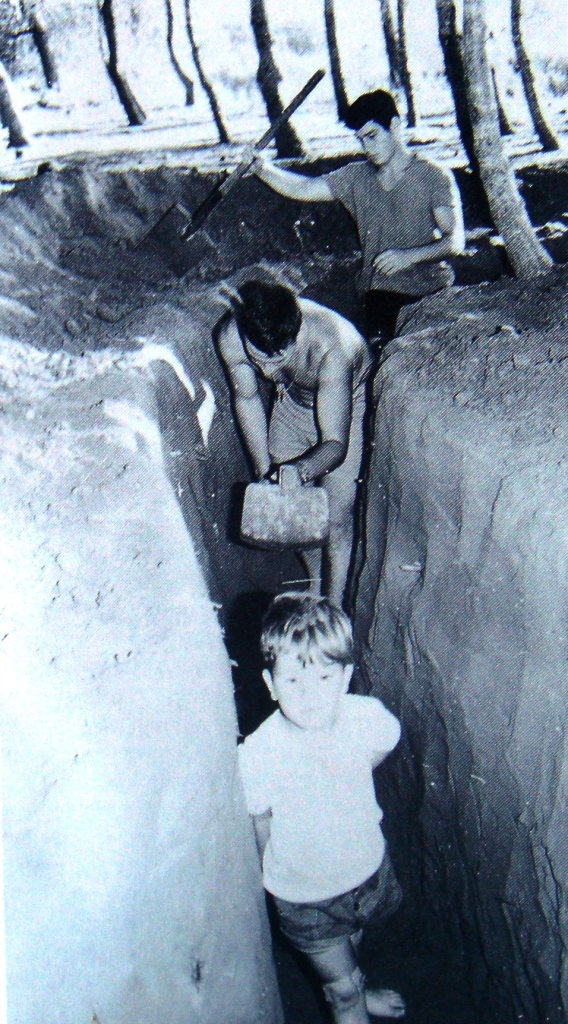
Izraelští civilisté hloubí zákopy poblíž Sde Warburg

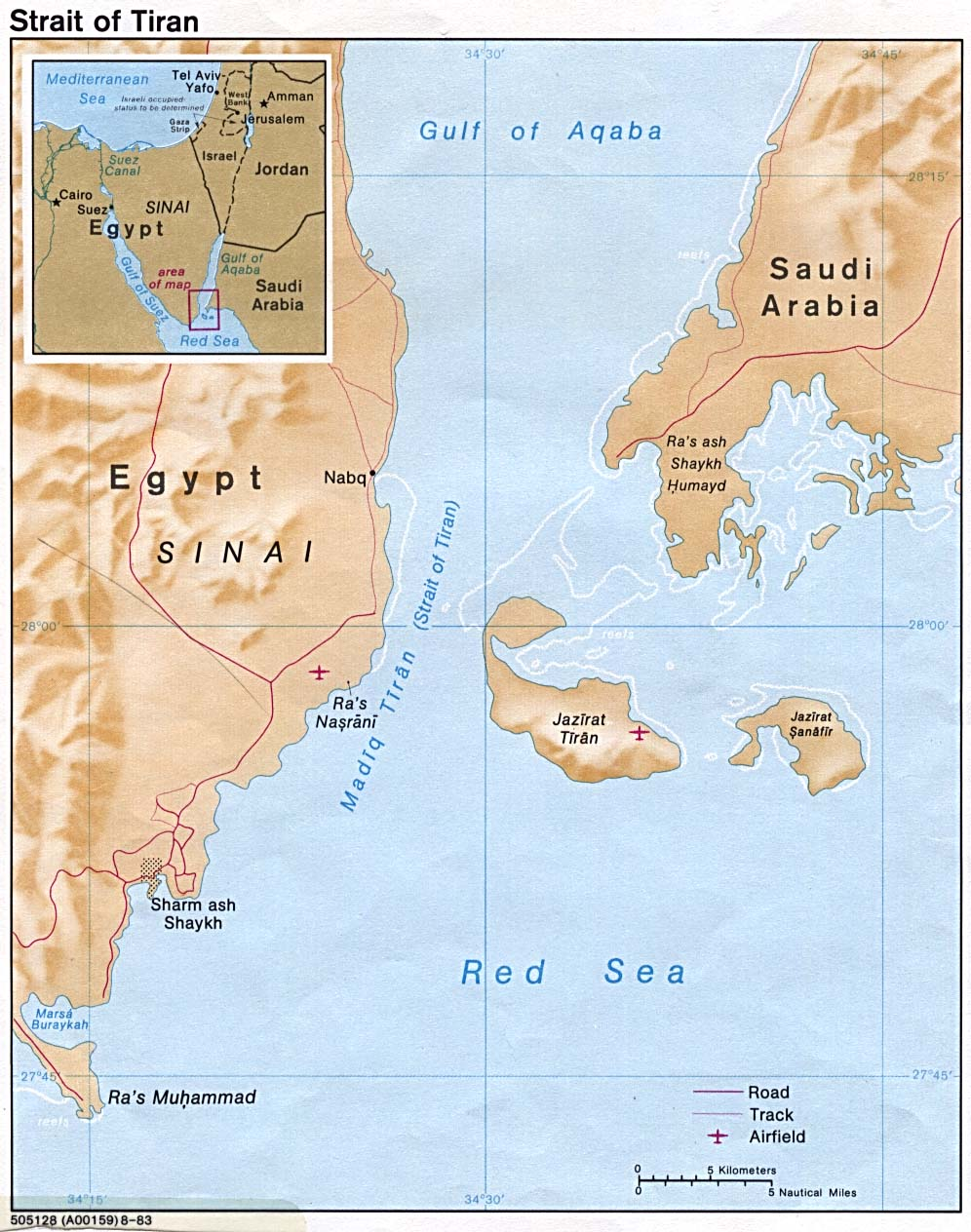
Tiranská úžina

Přestože za oficiální datum zahájení šestidenní války je považován 5. červen 1967, k prvním střetům došlo již 7. dubna, kdy Izrael odpověděl na útok palestinské bojůvky na vodní čerpací stanici a na syrské ostřelování dělostřeleckou palbou proti syrským pozicím na Golanských výšinách a následným leteckým úderem proti syrským cílům. Při tomto úderu došlo ke střetům izraelských a syrských letadel. Při vzájemných leteckých soubojích bylo sestřeleno šest syrských MiG-21 a izraelské stíhací letouny provedly demonstrativní přelet nad syrským hlavním městem Damaškem. Tento incident vyvolal napětí mezi Sýrií a Egyptem, neboť Sýrie obvinila Egypt z nedodržení smlouvy o vzájemné vojenské pomoci. Egypt nařčení odmítl a odvolal se na znění smlouvy, kde bylo výslovně řečeno, že smluvní země musí být cílem generálního útoku. V tomto případě ale útočníkem byla Sýrie.
Dne 8. května předala Sýrie Egyptu informace o hromadění izraelských jednotek na syrsko-izraelské hranici. Dne 13. května byla sovětskou rozvědkou Sýrii předána informace toto hromadění potvrzující, přičemž byla zároveň rezidenturou KGB předána i Egyptu. Izrael tuto informaci vzápětí popřel (dokonce pozval sovětského velvyslance Sergeje Čuvachina na prohlídku izraelského pohraničí, nabídka však byla odmítnuta). 14. května byl na egyptský popud vyslán nad syrsko-izraelskou hranici syrský průzkumný letoun. Fotografie, které pořídil, žádnou koncentraci izraelských jednotek nezaznamenaly. Následně náčelník egyptského generálního štábu generál Mohammed Fawzi osobně navštívil syrsko-izraelsko hranici a zvýšenou koncentraci izraelských jednotek také nezaznamenal, což potvrdil i americký vojenský atašé v Tel Avivu, který hranici navštívil z izraelské strany. Kolem vzniku dezinformace kolují různé dohady; někteří historici se domnívají, že ji vypustil samotný Izrael, aby eskaloval napětí, podle jiných byli autory Sověti, kteří se snažili do počínajícího konfliktu hlouběji zapojit Egypt z obav, že by pod izraelským tlakem mohlo dojít k zhroucení prosovětského baasistického režimu v Sýrii. Získáním zprávy o koncentraci izraelských jednotek (o síle 10–12 brigád) prezident Násir zdůvodňoval vyslání egyptských jednotek na Sinajský poloostrov. Při pozdějším vyšetřování bylo zjištěno, že KGB skutečně Egyptu zprávu předala, aniž o tom informovala sovětské politické vedení (což nebylo v rozporu s předpisy). Sama KGB ale zprávu (i zdroj) z Libanonu či Sýrie považovala za nedůvěryhodný (připouštěla i možnost izraelského podvrhu). Pro Násira ale získala informace na důležitosti, neboť tu samou zprávu obdrželo egyptské MZV i od sovětského velvyslance v Káhiře Dimitrije Požidajeva. A tu samou zprávu následně získal Násir i od vlastní parlamentní delegace vedené Anwarem Sadátem, která se vracela z návštěvy Severní Koreje přes Moskvu, kde ji členům delegace poskytl náměstek MZV SSSR Semjonov. 20. května byla zpráva sovětskou stranou potvrzena s tím, že je nutné ji znovu prověřit. Přestože 15. května Egypt bezpečně věděl, že zpráva o koncentrování izraelských jednotek na syrsko-izraelské hranici je chybná, 16. května obdržel od sovětských zpravodajců informaci o zvýšené koncentraci izraelských jednotek na zmíněných hranicích.
12. května citovala agentura UPI nejmenovaného izraelského představitele, který řekl, že pokud budou syrští teroristé pokračovat v nájezdech a sabotážích proti izraelskému území, Izrael podnikne omezenou vojenskou operaci vedoucí ke svržení damašského vojenského režimu. 13. a 14. května izraelští představitelé znovu varovali Sýrii, že na provokace na hranicích odpoví Izraelské obranné síly (IOS) tvrdě. Tato prohlášení jsou považována za důvod, proč se Násir 14. května rozhodl vyzvat jednotky OSN (UNEF) k částečnému stažení ze Sinaje. 16. května byl v Egyptě vyhlášen mimořádný stav a egyptským jednotkám byl vydán rozkaz k překročení Suezu a obsazení Sinaje, 17. května byla vyhlášena mobilizace v Jordánsku. Tehdejší generální tajemník OSN U Thant odpověděl, že částečné stažení není možné. Násir proto 18. května vyzval k úplnému stažení jednotek OSN ze Sinaje, aniž to předem konzultoval se SSSR. Pozice jednotek UNEF zároveň začali obsazovat příslušníci egyptské armády. Cílem obsazení Sinajského poloostrova bylo podle všeho varovat Izrael před útokem proti Sýrii, ale rychlost, s jakou jednotky OSN své pozice vyklidily, donutila Násira, který si chtěl udržet iniciativu, vyhlásit blokádu Tiranské úžiny. 20. května byla v Izraeli vyhlášena částečná mobilizace. 21. května egyptská armáda obsadila Šarm aš Šajch a den na to Egypt uzavřel Tiranskou úžinu pro izraelské lodě (a zároveň pro neizraelské dopravující do Izraele strategický materiál) a tím i vstup do Akabského zálivu. Izrael tak byl odříznut od hlavních obchodních tras. Odříznutím přístavu Ejlat byl Izrael zároveň připraven o přísun ropy. Uzavření Tiranské úžiny bylo aktem agrese z hlediska mezinárodního práva a USA v poselství zaslaném do SSSR upozornily, že Izrael má právo na vojenskou odpověď. Prohlášení o uzavření úžiny ale Egypt nedoprovodil žádným vojenským opatřením, čímž se zdůvodňuje, že Egypt tento akt neplánoval.

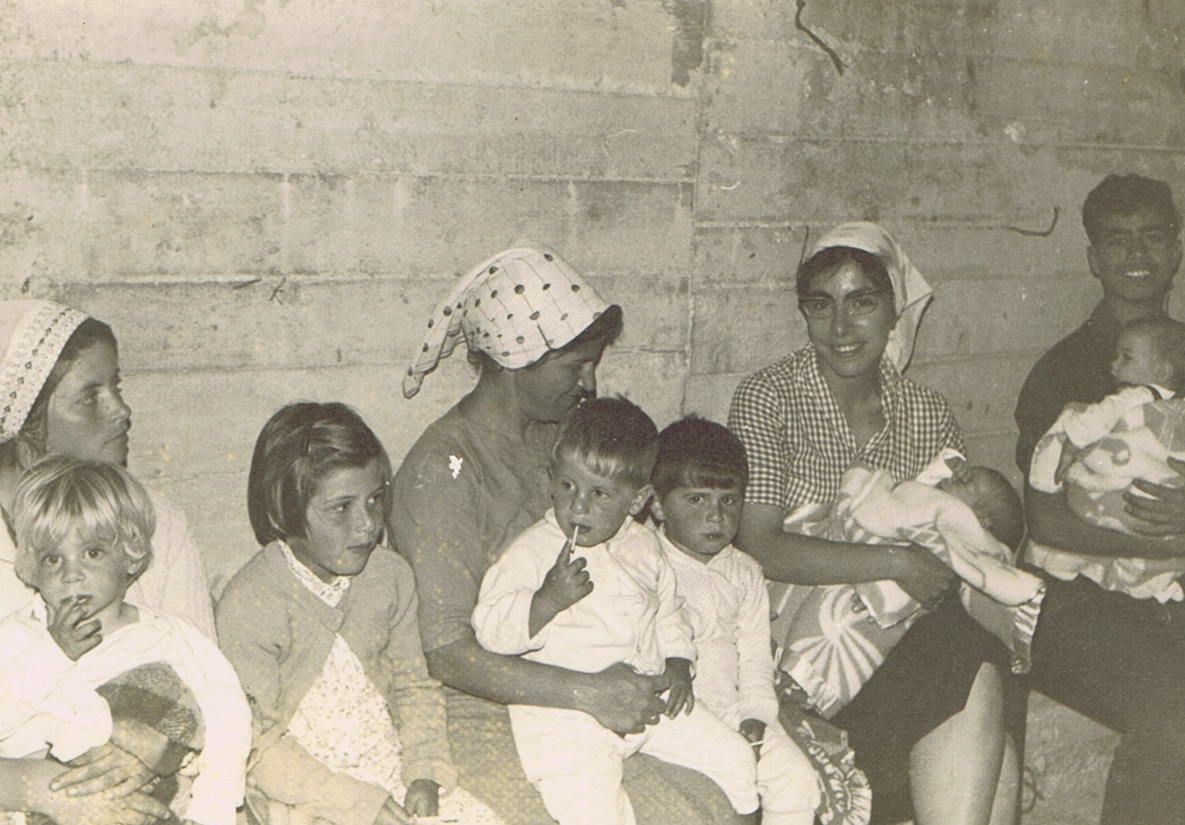
Izraelské ženy s dětmi v protileteckém krytu (osada Kfar Majmon)

Obecně se soudí, že ani v tomto okamžiku si žádná ze stran nepřála otevřenou válku (Egypt Izraeli nabídl obnovení gentlemanské dohody, podle které by izraelským lodím, které by při plavbě Tiranskou úžinou stáhly izraelskou vlajku a vyvěsily vlajku neutrálního státu, umožnil proplout, to však Izrael odmítl). Nepřál si ji Násir, neboť třetina jeho armády byla umístěna v Jemenu (kde podporovala republikány v občanské válce), Izrael (politické vedení státu v čele s L. Eškolem preferovalo, na rozdíl od velení armády zdrženlivost) ani SSSR, který, ačkoliv chtěl zatáhnout Egypt do izraelsko-syrských problémů, se obával přímé konfrontace s USA a ztráty vojenského a politického vlivu v regionu v případě pádu spřátelených režimů v arabských zemích, zejména v Sýrii.
Uzavření Tiranské úžiny Izrael použil jako casus belli pro pozdější vojenské akce (Egypt byl tímto aktem klasifikován jako agresor). Egypt jednal v rozporu s rezolucí OSN z roku 1957, v níž bylo zakotveno právo Izraele na používání úžiny, jakož i v rozporu s Úmluvou o pobřežních vodách a pobřežních oblastech, která byla přijata na konferenci o mořském právu 27. dubna 1958. Egypt se navíc řídil podmínkou, kterou dostal 22. května od SSSR; totiž že podpora Sovětského svazu arabským zemím je možná pouze za předpokladu, že Egypt nezaútočí první, neboť podpora agresora odporuje zahraniční politice Sovětského svazu. Podle jiných výkladů je ale uzavření Tiranské úžiny jako válečného aktu sporné, neboť Egypt se nikdy nestal signatářem Úmluvy o pobřežních vodách a pobřežních oblastech, navíc přes přístav Ejlat šlo pouze 5% izraelského zahraničního obchodu a během let 1966–67 neproplula Akabským zálivem ani jedna loď pod izraelskou vlajkou.
30. května navštívila syrská delegace Moskvu a požadovala záruky ochrany, ale nedosáhla ničeho. Ve vedení SSSR panoval názor, že Arabové jsou v případném konfliktu bez perspektivy, navíc si bylo sovětské vedení vědomo faktu, že USA svého spojence Izrael nenechá padnout a zasáhne i vojensky. Sovětský svaz by byl nucen také zasáhnout, čímž by se konflikt rozrostl do celosvětové války. Tento názor byl oficiálně předán i egyptské delegaci v čele s ministrem obrany Šamsem Badránem. V rozporu s oficiálním stanoviskem politického vedení SSSR ubezpečili sovětští vojenští představitelé, včetně ministra obrany maršála Grečka, egyptskou delegaci o případné vojenské podpoře SSSR. Aktivitu směrem k velmocem vyvíjel i Izrael. Přestože v izraelské vládě a zpravodajských službách převažoval názor, že se Egypt, přes posilování vojenské přítomnosti na Sinaji nechystá na útok, izraelský ministr zahraničí Abba Eban navštívil USA ve snaze získat souhlas amerického prezidenta Lyndona B. Johnsona s možným izraelským útokem. Izrael se tak chtěl vyhnout stavu z roku 1956, kdy byl Izrael společně s Velkou Británií a Francií v období Suezské krize mezinárodním společenstvím včetně USA prohlášen za agresora. Americký prezident odmítl možnost izraelského útoku, ale zároveň ubezpečil Ebana, že Izraeli útok ze strany arabských zemí nehrozí a samotný Izrael má americké sympatie a porozumění. Zároveň přislíbil otevření Tiranské úžiny mezinárodní námořní flotilou, což se ale nikdy neuskutečnilo. Uzavření Tiranské úžiny bylo jedinou záminkou, kterou Izrael mohl využít pro útok proti egyptským pozicím na Sinaji. Pro preventivní útok hovořilo ale i posilování syrské a jordánské vojenské přítomnosti na severní hranici doplněné přísunem iráckých a saúdskoarabských posil.
Poněkud stranou sporu stálo Jordánsko, které mělo s Izraelem korektní vztahy (Jordánsko zároveň nepatřilo mezi režimy blízké SSSR). Zároveň ale jordánská propaganda společně s dalšími arabskými zeměmi kritizovala Násira za ustupování Izraeli, takže egyptský vůdce byl do konfrontace s Izraelem tlačen, jinak by ztratil svou pozici panarabského vůdce, kterou si pracně budoval. 30. května byla v Káhiře proto podepsána jordánsko-egyptská smlouva o vzájemné obraně a jordánská armáda byla podřízena egyptskému velení.
1. června byl na post izraelského ministra obrany díky veřejnému tlaku jmenován Moše Dajan, zastánce politiky tvrdého úderu proti Násirovi, jako odpověď na váhání premiéra Eškol, který zastával pozici umírněnou. Zároveň byl do vlády přizván i dlouholetý vůdce izraelské opozice Menachem Begin a vznikla izraelská celonárodní koalice. Diskuse v této koalici o tom, jak reagovat na uzavření Tiranské úžiny, vyústily ve vyhlášení tzv. Vyčkávacího období (waiting period) od 1. června po dobu 14 dnů. Izrael se tím chtěl vyhnout unáhlené vojenské akci a následné protiakci jako v roce 1956, kdy při Suezské krizi stály v OSN všechny státy včetně USA proti Izraeli. Vyčkávací období bylo ale předčasně ukončeno na zasedání izraelské vlády v noci ze 3. na 4. června; důvodem bylo uzavření jordánsko-egyptské smlouvy z 30. května a přistoupení Iráku do arabské koalice. Zároveň již bylo zřejmé, že iniciativa USA na vytvoření mezinárodní floty a následné diplomatické řešení sporu ztroskotala.
Krátce před samotným střetnutím spolu telefonicky hovořili egyptský prezident Násir a jordánský král Husajn. Husajn se v tomto rozhovoru zmínil o tom, že očekává, že Izrael brzy zahájí boj a že nepochybně v první řadě povede úder proti egyptskému letectvu. Násir jej ubezpečil, že přesně s tím počítá a je na to připraven. Egypt skutečně očekával letecký úder Izraele a podnikl i určitou přípravu na jeho včasné zachycení a odražení, ale šlo o amatérská opatření, která se ukázala být naprosto neúčinná.

## Vojenské sestavy zúčastněných stran
Těsně před zahájením bojů disponoval Egypt na Sinaji 8 divizemi čítajícími 80 tisíc vojáků a vybavených 800 tanky a 700 děly. Izrael proti nim postavil 3 divize, 600 tanků a 250 letadel. Další síly měl Izrael na severu, kde proti jordánským pozicím stály 4 izraelské brigády a proti Sýrii stály 3 brigády. Na druhé straně stálo proti Izraeli 7 jordánských brigád s 250 tanky a 5 syrských brigád s 250 tanky.

## Průběh války

### První den (5. červen)

9.–10. června 1967, boje o Golanské výšiny

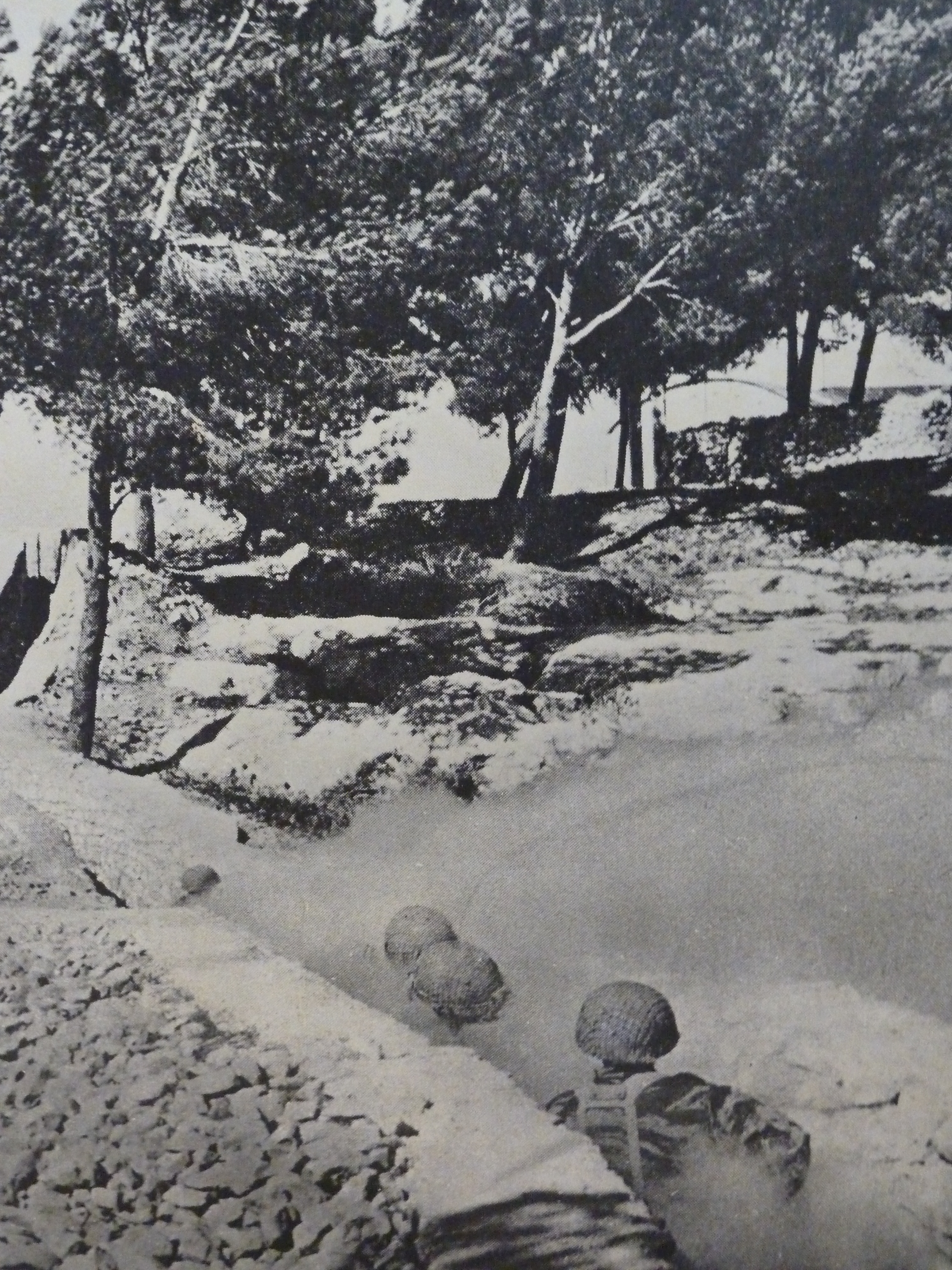
Izraelští parašutisté při střetu s jordánskými vojáky v bitvě o Muniční vrch

- Bojové akce byly zahájeny operací Moked – leteckým útokem proti Egyptu, Jordánsku a Sýrii. Před sedmou hodinou ranní byla skoro všechna izraelská letadla ve vzduchu (na obranu vlastního území bylo vyčleněno pouhých 12 stíhaček). Letěla nízko nad hladinou Středozemního moře a udržovala úplný rádiový klid. Prvořadé bylo egyptské letectvo překvapit. Po 45 minutách letu se letadla dostala k cíli. Bylo 7.45 místního času. Přesně chvíle, kdy egyptské ranní průzkumné hlídky dokončily své lety a další směna ještě neodstartovala (informace izraelské špionážní služby). Překvapení bylo dokonalé. 419 letadel (90 %) bylo zničeno na zemi. Katastrofa, která potkala arabskou stranu, však měla ještě větší rozsah. Násir totiž podvedl své spojence Jordánsko a Sýrii, kterým oznámil, že útok úspěšně odrazil a že izraelské letectvo utrpělo těžké ztráty. Oba státy se okamžitě rozhodly zapojit do konfliktu a zahájily nálety na Izrael. Ty však byly buď s těžkými ztrátami odraženy, popřípadě mířily na civilní cíle a měly jen minimální význam. Poté následoval zdrcující útok na syrská a jordánská letiště a zničení prakticky všech arabských letadel. Ve 14.30 Izrael ovládl vzdušný prostor nad celým bojištěm.

#### Pozemní boje
- Hodinu po zahájení operace Moked zahájilo svůj postup na Sinaj a do Pásma Gazy i izraelské pozemní vojsko. Tři izraelské obrněné divize (pojmenované podle velitelů Tal, Joffe a Šaron) postupovaly proti sedmi egyptským divizím. Tankové jednotky generála Tala s 88 tanky Centurion a 66 tanky M48A2C jako severní křídlo útoku postupovaly směrem proti Rafahu a na osadu Chán Júnis západně od Gazy a po půldenních bojích postoupil do hloubky Sinaje. Do hloubky Sinaje se ve večerních hodinách dostaly i dvě brigády tanků Centurion, Shermann a Patton vedených generálem Šaronem (jižní křídlo útoku) a generálem Joffem (střední útok). Šaronovy jednotky útočily na egyptskou obrannou linii v oblasti pevnosti Bi´r Džifdžafa. Joffeho tankové jednotky postupovaly středem mezi oběma křídly směrem egyptskou pevnost Umm Katif-Kusseima-Abu Ageilla.

U křižovatky Bir Lahfan došlo k prvnímu většímu střetnutí izraelských Centurionů a egyptských T-55. O pohybu svých jednotek po celý první den Izrael mlčel, naproti tomu egyptský rozhlas vysílal zprávy o postupu svých jednotek a o významných vítězstvích egyptské armády. Na základě těchto mylných zpráv zahájily své útoky i syrská a jordánská armáda, očekávajíce podporu egyptské armády (která v té době již prchala ze Sinajského poloostrova). Syrské dělostřelectvo zahájilo ostřelování příhraničních oblastí Izraele a podniklo několik menších útoků, které byly odraženy. Po dvaadvacáté hodině byl z vrtulníků vysazen prapor izraelských výsadkářů nad egyptským dělostřeleckým opevněním Bi´r Džifdžafa, které během hodiny dobyl. Všem izraelským jednotkám se během prvního dne podařilo prolomit první egyptské obranné linie.
- Syrská a jordánská fronta byla M. Dajanem prohlášena za vedlejší a prioritou zůstala porážka egyptské armády. Izraelské vedení nepočítalo s většími boji proti Sýrii a Jordánku. Jordánský král byl Izraelem upozorněn, že IOS proti jordánským pozicím nezaútočí, pouze na útok odpoví. Pro boj s Jordánskem neexistoval žádný komplexní operační plán. Dílčí plán existoval pouze pro horu Skopus, izraelskou enklávu v Jordánskem ovládané části Jeruzaléma, kde se nacházela Hebrejská univerzita a nemocnice Hadassah, neboť na izraelské straně panovala obava, že by se toto území Jordánsko pokusilo obsadit. Jordánská armáda poté, co její velení uvěřilo egyptským zprávám o těžkých izraelských ztrátách zaútočila na třech frontách: dělostřelecky ostřelovala západní Jeruzalém, letecky se pokusila napadat cíle v Izraeli a začala se přesouvat do jižního Jeruzaléma. Poté, co IOS zaznamenaly pohyb jordánské armády v jižním Jeruzalémě, ze severu vyslaly své jednotky s cílem obsadit přístupové cesty k hoře a následně celou horu.
- USA se na diplomatickém poli snažily zajistit neutralitu Sovětského svazu. To se podařilo, neboť i SSSR uvěřil egyptským zprávám o postupu a na půdě OSN žádal nezasahování do konfliktu, aby dal arabským armádám čas na dokončení vítězství.

### Druhý den (6. červen)
- V noci na 6. června zaútočilo izraelské letectvo na dělostřelecké pozice syrské armády na Golanských výšinách. Díky tomu poznala Sýrie, že egyptské zprávy o likvidaci izraelského letectva byly nepravdivé.
- Izraelské jednotky postupovaly přes Sinajský poloostrov k Suezskému průplavu. Tankové jednotky generála Tala obsadily egyptské letiště al-Aríš. Během dne se izraelským jednotkám na Sinaji podařilo prolomit i druhou obrannou linii egyptské armády. Izraelské plány dalšího postupu byly již vágní, izraelské jednotky měly jen ničit egyptské jednotky. O dalším postupu jednotek na Sinaji nepanovala ve velení IOS shoda. M. Dajan si nepřál postup až k Suezskému průplavu. Byl si totiž vědom problémů s přenesením bojů k mezinárodní dopravní tepně a také velkým množstvím egyptských jednotek, které se na Sinaji stále nacházely na svých pozicích. Nakonec byl dán rozkaz k postupu k Suezskému kanálu, neboť v izraelském velení převládl názor, že primárním cílem by mělo být zachycení ustupujících egyptských jednotek a jejich zničení.
- Na severu jednotky IOS dokončily obklíčení Jeruzaléma. Velení IOS původně nechtělo přenést boje do jeruzalémského Starého města z obavy z poškození svatých míst a spokojilo se s vytlačením jordánských jednotek z okolí Jeruzaléma. Předpokládalo se, že obklíčení města bude stačit na to, aby se jordánské jednotky vzdaly. Izraelské velení opustilo plán na obléhání a ráno po těžkých bojích vstoupili izraelští výsadkáři do Starého města v Jeruzalémě.
- Odpoledne přijala OSN rezoluci požadující zastavení palby.

### Třetí den (7. červen)

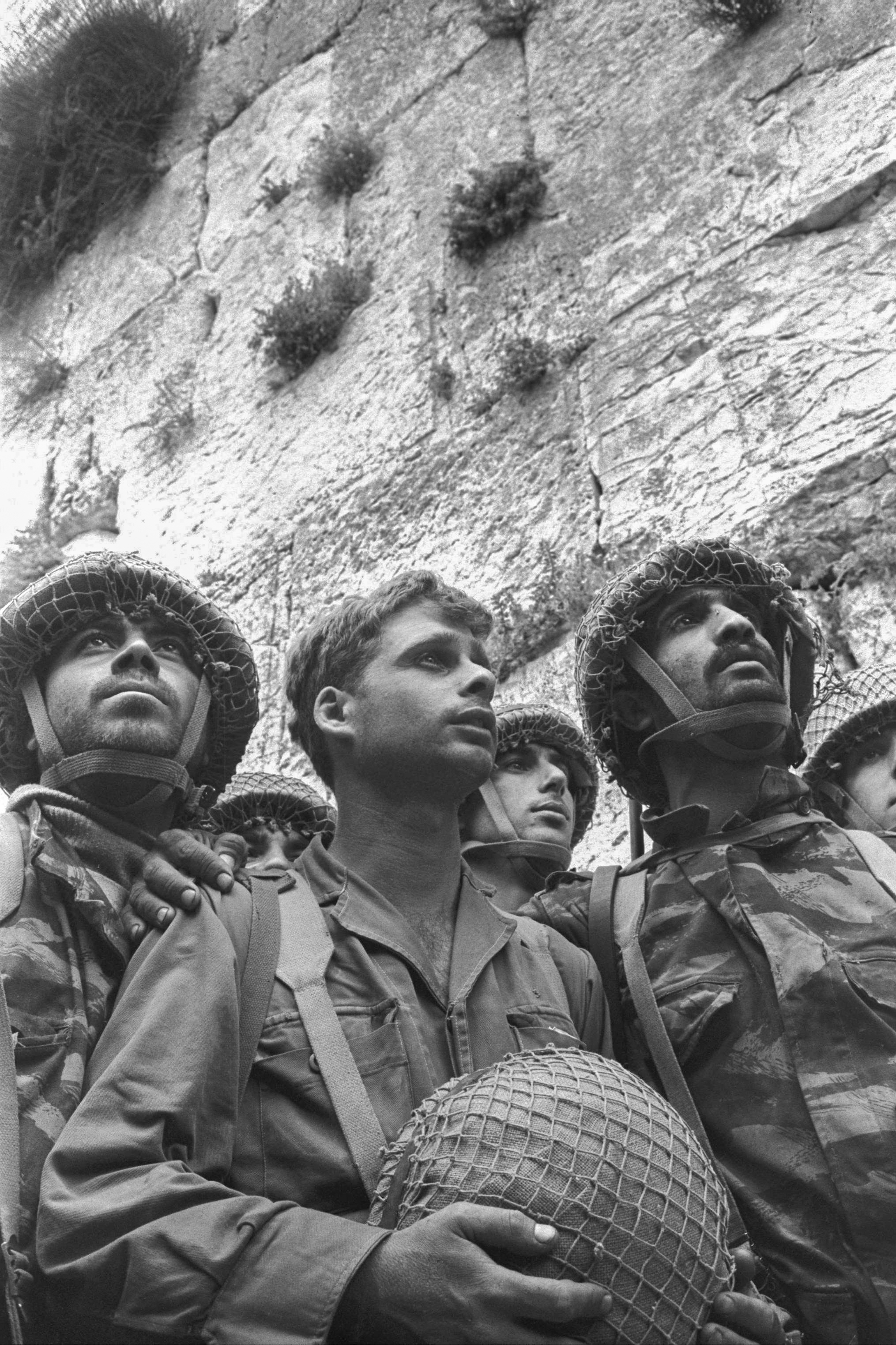
David Rubinger: Výsadkáři u Zdi nářků, 7. června 1967

- V 10.15 se v izraelských rukách ocitla Chrámová hora a tím i celý Jeruzalém.[16]
- Přes pochybnosti ve velení izraelské jednotky pokračovaly v postupu do nitra Sinajského poloostrova, který se jim následně podařilo obsadit včetně Šarm-al-Šejku, čímž Izrael získal kontrolu na Tiranskou úžinou.
- Izraelské jednotky dále obsadily Západní břeh.

### Čtvrtý den (8. červen)

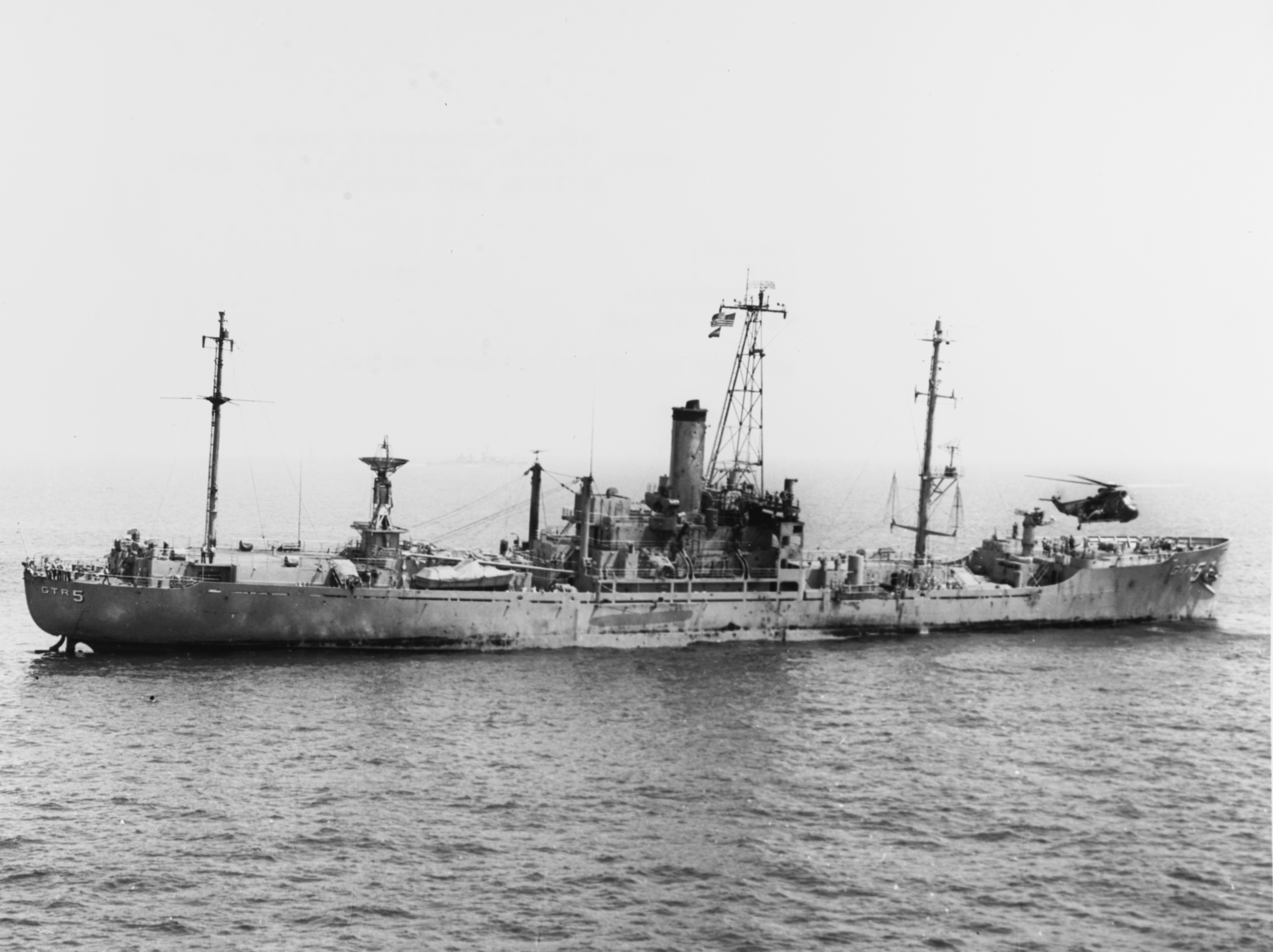
Poškozená loď USS Liberty s vrtulníkem americké 6. floty

- M. Dajan vydal rozkaz k obsazení východního břehu Suezského průplavu.
- V Egyptě a Jordánsku bylo oznámeno přijetí rezoluce požadující zastavení palby.
- Izraelské vojenské letouny omylem zaútočily na americkou loď technického průzkumu USS Liberty. Bylo zabito 34 a zraněno 117 amerických námořníků.[17]

### Pátý den (9. červen)
- Ráno byl vydán rozkaz k útoku na Golanské výšiny.
- Násir přijal odpovědnost za výsledek války a nabídl svou rezignaci. Následně vypukly v egyptských městech demonstrace žádající jeho setrvání. Těmto požadavkům Násir nakonec vyhověl.

### Šestý den (10. červen)
- Přes velké ztráty ovládl Izrael Golanské výšiny a byla obsazena Kunejtra, nejdůležitější město tohoto prostoru. Izraeli se otevřela volná cesta směrem na Damašek.
- Sovětský svaz pohrozil Izraeli vojenskou intervencí, pokud nepřijme zastavení palby. USA doporučily Izraeli zastavení palby přijmout.
- V 18:30 izraelského času oficiálně skončila šestidenní válka.

### Následné vojenské akce
- 12. června obsadil izraelský výsadek opuštěnou syrskou pevnost na hoře Hermon.

## Velmoci během války
V okamžiku zahájení bojů měly obě velmoci (SSSR a USA) v prostoru Středozemního moře přítomny své námořní síly. Sovětský svaz vyslal do Středomoří eskadru ze sestavy Severního a Černomořského loďstva čítající 40 lodí včetně 10 ponorek a doprovodných plavidel včetně tankerů. Spojené státy vyslaly eskadru ze sestavy 6. loďstva čítající 2 letadlové lodi (USS America a USS Saratoga), 2 křižníky, 4 fregaty, 10 torpédoborců a ponorky.
Sovětský svaz se postavil na stranu Egypta a Sýrie jako obětí agrese a 10. června přerušil s Izraelem veškeré diplomatické styky. Následně tento krok učinily další země sovětského bloku (s výjimkou Rumunska), což sovětský velvyslanec v USA Alexej Dobrynin hodnotil jako vážnou chybu, neboť se tím Sovětský svaz vyloučil z procesu blízkovýchodního urovnání.

## Po válce

### Izrael
Po šestidenní válce okupoval  Izrael rozsáhlá území: Sinajský poloostrov (izraelské jednotky stály na břehu Suezského průplavu a Egypt by v případě dalšího útoku proti Izraeli byl nucen tuto vodní překážku překonat a dobývat i Sinajský poloostrov, než by byl schopen vstoupit do Izraele, což se stalo v průběhu jomkipurské války) a Golanské výšiny (skončilo syrské ostřelování Izraele a naopak byla Sýrie z Golanských výšin lehce zranitelná). Okupace Západního břehu byla problematická, neboť se na daném území nacházelo i více než 1 milión Arabů. Z ekonomického hlediska byla okupace Sinajského poloostrova přínosem, zejména tamní ropná naleziště. Židé zároveň obsazením Jeruzaléma získali přístup k nejposvátnějším místům judaismu. Okupace a jejich nelegální osidlování podpořilo i přistěhovalectví, koncem 60. let se z Polska do Izraele přestěhovalo 11 200 polských Židů, během 70. let 20. století potom 160 000 Židů ze Sovětského svazu.

### Egypt

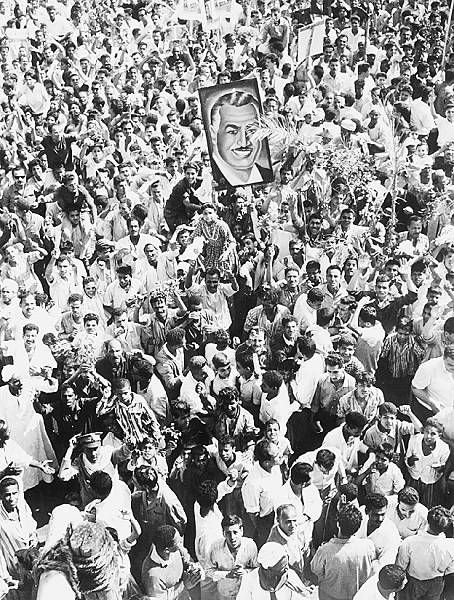
Davy Egypťanů protestující proti Násirově rezignaci

Došlo k všeobecnému poklesu důvěry v Násirovu osobu i k poklesu důvěry v armádu. V tisku se objevila do té doby nebývalá kritika vojenského velení. 23. července Násir prohlásil šestidenní válku z hlediska Egypta za vyhranou, neboť cíle izraelské agrese, zničení egyptské revoluce, nebylo dosaženo. Z hospodářského hlediska byl Egypt nucen obrátit se na ostatní arabské státy (zejména Saúdskou Arábii) s žádostí o pomoc (z důvodu přítomnosti izraelské armády na východním břehu Suezského průplavu a jeho zablokování přicházel Egypt o nemalé částky). Ta však nebyla velká, a proto se Egypt obrátil na Sovětský svaz. Odtud obdržel dodávky zejména vojenského charakteru. Kvůli tomu byl však nucen opustit svou politiku „nezúčastněnosti“ a stal se členem sovětského tábora.

### Sýrie
Z důvodu ztráty Golanských výšin a v podstatě likvidace syrského letectva došlo k vzájemnému obviňování mezi vládnoucí stranou Baas a syrskou armádou o míře viny za prohru. Nejdůležitějším argumentem armády bylo, že se vedení státu rozhodlo ponechat nejlepší jednotky syrské armády na obranu Damašku, v důsledku čehož byly Golanské výšiny hájeny hůře vyzbrojenými a vycvičenými jednotkami. Také pro Sýrii znamenala prohra v šestidenní válce ještě větší příklon k SSSR.

### Velmoci
Izraelské vítězství znamenalo posílení pozice USA v regionu. Zároveň Izrael a USA ještě více upevnily své vztahy, Spojené státy se staly velmocenským garantem izraelské bezpečnosti.
Pro Sovětský svaz znamenala porážka arabských zemí prohru. Ukázalo se, že Izrael (i příklonem k USA) se stal zemí, proti níž nemá Sovětský svaz žádné páky, a pokus o jeho zničení by vedl ke konfrontaci se Spojenými státy. Výsledek války sice znamenal příklon části arabských zemí k Sovětskému svazu, ale představitelé SSSR si byli vědomi, že vyzbrojují země, které z politického hlediska nedokážou ovládat a jejichž touha po zničení Izraele by mohla vést až k nechtěnému americko-sovětskému konfliktu.

## Poválečná mírová jednání
Z hlediska mírových rozhovorů se ukázaly stěžejními dvě události: přijetí Rezoluce Rady bezpečnosti OSN č. 242 a summit arabských zemí v Chartúmu v srpnu 1967. Rezoluce č. 242, která upozorňuje na nepřípustnost nabývání území válkou a nařizuje Izraeli stažení izraelských ozbrojených sil z okupovaných území byla z hlediska OSN kompromisem, ale ukázala se jako nepřijatelná pro všechny strany. Izrael, který vyklizení okupovaných území podmiňoval uzavřením mírových smluv, rezoluci odmítal proto, že v ní ani jednou nebylo zmíněno slovo Izrael. Navíc Izrael vyklizení obsazených území podmiňoval bezpečnostními zárukami (svobodné proplouvání Tiranskou úžinou a Suezským průplavem a nedotknutelnost hranic). Arabské země naproti tomu odmítaly rezoluci přijmout, protože z jejího kontextu vyplývalo, že jednou ze stran je právě Izrael. Přijetí rezoluce by se tedy rovnalo uznání státu Izrael. Kromě toho summit arabských zemí v Chartúmu výslovně zakazoval arabským státům vyjednávat s Izraelem (summitu se nezúčastnila Sýrie).

## Kontroverze
16. srpna 1995 v rozhovoru pro izraelský rozhlas obvinil Arie Jicchaki z Bar-Ilanovy univerzity armádu, že během šestidenní války izraelští vojáci z průzkumných jednotek zabili přibližně 1000 egyptských zajatců. Jicchaki během šestidenní války pracoval v IOS. V rozhovoru dále řekl, že tyto informace předložil Jicchaku Rabinovi, ale ten je společně s dalšími armádními špičkami utajil. Následně se objevila informace, že Jicchaki se svým obviněním snaží odvést pozornost od obvinění, že on sám byl zapleten do zabití 49 válečných zajatců během suezské války.
Zprávy o zabíjení egyptských zajatců byly prohlášeny za nepodložené, ale tisk následně přišel se svědectvími účastníků šestidenní války o dalších případech zabíjení. Jicchak Rabin zprvu všechny tyto zprávy odmítl, později jeho úřad vydal prohlášení, že šlo o izolované incidenty. Vojenský historik Uri Milstein ve svém článku prohlásil, že zabíjení zajatců nebyla oficiální politika, ale v armádě panovala obecná atmosféra, že zabíjení zajatců je správné. Někteří velitelé to dělali, jiní to odmítli. Ale věděl o tom každý.
21. září 1995 oznámila egyptská vláda nález dvou hromadných hrobů s pozůstatky 30–60 egyptských vojáků zabitých příslušníky IOS na Sinaji. Zástupce izraelského ministerstva zahraničí následně jednal s Egyptem o finančním odškodnění příbuzných zabitých vojáků, ale s ohledem na dvacetiletou promlčecí lhůtu platnou v Izraeli odmítl označit viníky.
Kapitáni Zorc a Stočič, bývalí příslušníci jugoslávského kontingentu v jednotkách UNEF, který tvořil nárazník mezi izraelskými a egyptskými jednotkami, shodně zpochybnili tvrzení o popravě 250 egyptských zajatců. Sdělili, že pokud by k takové akci v prostoru umístění jugoslávské jednotky, jak se tvrdí, došlo, museli by o tom vědět.
Izraelský generál Matitjahu Peled pět let po skončení války, 19. dubna 1972, prohlásil: „Teze, že v červnu 1967 nad námi viselo nebezpečí genocidy a že Izrael bojoval za svoji fyzickou existenci, je bluf, který se zrodil a vyvinul po válce.“